# Манья (верхний приток Северной Сосьвы)
Манья (устар. Мань-Я) — река в России, протекает по территории Берёзовского района Ханты-Мансийского автономного округа. Длина реки — 80 км, площадь водосборного бассейна — 843 км². Истоки реки расположены к западу от горы Иоутхури. Устье реки находится в 723 км по левому берегу реки Северной Сосьвы.
Высота устья — 72,5 м над уровнем моря.
Река протекает в малонаселённой местности, единственный населённый пункт на реке — Усть-Манья, он расположен в районе устья.
Притоки (от истока к устью): Тосемтоу, Сунтупсос, Мазапатья, Арбынъя, Нялингсос, Маньсос, Ультемоултсос, Панкъя, Онтарисос, Хосъя.

## Данные водного реестра
По данным государственного водного реестра России относится к Нижнеобскому бассейновому округу, водохозяйственный участок реки — Северная Сосьва, речной подбассейн реки — Северная Сосьва. Речной бассейн реки — (Нижняя) Обь от впадения Иртыша.